# MVM Dome
MVM Dome (tidigare Budapest Multifunctional Arena) är en arena i Budapest, Ungern. Arenan invigdes 2021 och har en publikkapacitet på 20 022 personer. Den är därmed den största handbollsarenan i Europa. Arenan fick sitt namn efter sponsoravtal med elbolaget MVM Group.
Under Europamästerskapet i handboll för herrar 2022 används arenan för de matcher som spelas i Budapest, och det är även här slutspelet hålls. Arenan kommer också att användas under Europamästerskapet i handboll för damer 2024 och Världsmästerskapet i handboll för damer 2027.
Från 2022 kommer EHF Women's Champions Leagues Final Four-event att hållas i arenan.